# Rhinocricus ripariensis
Rhinocricus ripariensis är en mångfotingart som beskrevs av Carl 1912. Rhinocricus ripariensis ingår i släktet Rhinocricus och familjen Rhinocricidae. Inga underarter finns listade i Catalogue of Life.